# Hveravellir
Hveravellir är ett område med heta källor på Island.   Det ligger i regionen Norðurland vestra, i den centrala delen av landet, 140 km nordost om huvudstaden Reykjavík. Hveravellir ligger 601 meter över havet. Hver betyder het källa och völlur betyder fält eller vall. Namnet betyder alltså "fälten med heta källor". 
Terrängen runt Hveravellir är platt åt nordost, men åt sydväst är den kuperad.  Trakten runt Hveravellir är nära nog obefolkad, med mindre än två invånare per kvadratkilometer. Det finns inga samhällen i närheten. Trakten runt Hveravellir består i huvudsak av gräsmarker.
Hveravellir blev naturreservat 1960. 